# Побочіх Михайло Олександрович
Михайло Олександрович Побочіх (6 жовтня 1986) — народний депутат України 8-го скликання. Член політичної партії «Народний фронт» та однойменної депутатської фракції в українському парламенті.

## Життєпис
Народився 6 жовтня 1986 року. Має вищу освіту. Працював заступником начальника управління експлуатації інформаційних систем АТ «Ощадбанк». Проживає в місті Боярка Києво-Святошинського району Київської області. Має земельні ділянки в Тарасівці (Києво-Святошинський район).

### Парламентська діяльність
Михайло Побочіх 22 березня 2018 року замінив у Верховній Раді Людмилу Денісову, яку український парламент призначив на посаду Уповноваженого Верховної Ради України з прав людини.
У Верховній Раді України Михайло Побочіх є керівником групи з міжпарламентських зв'язків з Об'єднаною Республікою Танзанія.
21 вересня 2018 року, за версією аналітичної платформи VoxUkraine, за Індексом підтримки реформ, Михайло Побочіх увійшов в десятку найефективніших народних  депутатів восьмої сесії Верховної Ради України восьмого скликання,  які підтримували реформаторські закони.